# Траунройт
Траунройт (нім. Traunreut) — місто в Німеччині, розташоване в землі Баварія. Підпорядковується адміністративному округу Верхня Баварія. Входить до складу району Траунштайн.
Площа — 45,05 км2. Населення становить 20 951 ос. (станом на 31 грудня 2020).